# Atthaphan Phunsawat
Atthaphan Phunsawat (อรรถพันธ์ พูลสวัสดิ์), noto anche con lo pseudonimo di Gun (กัน) (Bangkok, 4 ottobre 1993), è un attore e conduttore televisivo thailandese.

## Biografia
Quando era solo un bambino, Gun è entrato nell'industria dell'intrattenimento supportato da sua madre che fin da subito si era resa conto delle ambizioni di suo figlio. "Mamma, Gun vuole andare in TV!" ha ricordato lui in varie interviste. Sua mamma lo ha così presentato a vari provini per diverse compagnie cinematografiche fino a quando non ha ottenuto il suo primo ruolo da protagonista nel 2004 interpretando "Gomin" in uno dei drama televisivi più famosi in Thailandia e diventando così uno degli attori più popolari del Paese già a soli 9 anni. Da quel momento Gun si è dedicato ininterrottamente al cinema e televisione venendo riconosciuto come uno dei pilastri di tutte le principali emittenti televisive thailandesi.
In particolare, in ambito cinematografico, ha recitato nel film Slice (2009), un thriller nel quale Gun interpretava un adolescente vittima di abusi. La sua brillante performance gli è valsa varie nomination ai Suphannahong National Film Awards e riuscendo a vincere come Best Supporting Actor ai 7th Chalerm Thai Awards (2010).
Sempre nel 2009 che recita nella pellicola thriller Cheun, interpretando il giovane Nut; il ruolo gli vale la nomination come miglior attore non protagonista ai Suphannahong National Film Awards.
Un'altra produzione per la quale Gun è stato acclamato dalla critica per la sua abilità nella recitazione è stato sicuramente il film The Blue Hour (2015) diretto da Anucha Boonyawatana dove Gun interpreta Tam, un ragazzo gay che viene spesso bullizzato a scuola e picchiato in casa per il suo orientamento sessuale. Grazie a questo ruolo viene nominato come Best Actor ai Thai Film Directors Association Awards, gli vale anche un'altra nomination ai Suphannahong National Film Awards (2016) e vince il premio Performance of the Year ai Bioscope Awards con il suo co-protagonista Oabnithi Wiwattanawarang (Oab).
A fine 2015 firma un contratto con la GMMTV diventando uno dei volti di punta dell'agenzia. Nel 2016 Interpreta Rome in 'Senior Secret Love: Puppy Honey' e il suo rispettivo sequel nel 2017 dove fa coppia per la prima volta con Jumpol Adulkittiporn. La forte chimica tra i due li ha portati a condurre diversi web show tra cui OffGun Fun Night e OffGun Mommy Taste, a rilasciare singoli e a protagonizzare diversi drama romantici come Theory of Love (2019). Insieme, Off e Gun hanno vinto numerosi Best Couple Awards in diverse premiazioni tra cui i Maya Awards (2018, 2019) e i LINE TV Awards (2019, 2020).
Nel 2018 interpreta Punn nella serie prodotta dalla GMMTV 'The Gifted' (2018), per il quale vince Best Fight Scene ai LINE TV Awards (2019) e Best Actor in a Supporting Role ai 24th Asian Television Awards (2020).
Nel 2019 interpretata Third nel drama Theory of Love insieme a Jumpol Adulkittiporn, serie che li consacra come una delle bl couple più popolari dell'industria dell'intrattenimento thailandesi. Mantiene il ruolo anche nel 2020 nell'episodio speciale di Theory of Love, Stand By Me.
Nel 2021 interpreta Black e White nel drama Not Me diretto Anucha Boonyawatana. La sua performance è stata acclamata dalla critica non solo thailandese ma anche internazionale. Q+ Magazine, una pubblicazione online inglese volta a diffondere la cultura lgbtq, ha scritto nella sua recensione: "Gun, con i suoi occhi scintillanti e la sua faccia da bambino, ci ha sorpreso all'infinito. Soddisfacendo sia il ruolo di Black che di White, Gun ha completamente perso la sua immagine tenera e da bambino che segnava il suo nome prima di Not Me. Dimostrando al mondo che il suo talento è incommensurabile, ritrae abilmente le vite giustapposte di Black, come il grande e cattivo gangster, e White, come il tipo più gentile e premuroso, tutto nella stessa serie. Gun Atthaphan Phunsawat è totalmente strabiliante in Not Me."
Ha condotto dal 2018 al 2024 alternandosi ogni settimana con altri attori e colleghi dell’agenzia il programma cult della GMMTV, School Rangers, chiudendo il suo percorso nell’episodio “The Great Graduation of Rangers”.
Oltre alla sua carriera attoriale, Gun possiede un brand di vestiti chiamato GENTE e un altro in collaborazione con l'attrice Alice Tsoi e Nichaphat Chatchaipholrat (Pearwah) che si chiama Too Cute To Be Cool. Possiede inoltre un bar a Bangkok che si chiama Last House On The Right e anche Gunsshine, un brand di cosmetici.
Ha studiato all'Università di Bangkok, nella facoltà di economia aziendale, si è poi trasferito all'Università Ramkhamhaeng laureandosi in scienze politiche.

## Filmografia

### Cinema
| Anno | Titolo                           | Personaggio | Ruolo        | Ref.        |
| ---- | -------------------------------- | ----------- | ------------ | ----------- |
| 2008 | Pirate of the Lost Sea           | Fluke       | Secondario   | [ 2 ]       |
| 2009 | Slice                            | Nut         | Secondario   |             |
| 2011 | Forget Me Not                    | Tharn       | Protagonista |             |
| 2012 | 407 Dark Flight                  | Tee         | Guest        |             |
| 2014 | O.T. The Movie                   | O           | Secondario   | [ 3 ] [ 4 ] |
| 2014 | Bittersweet Chocolate            | James       | Protagonista | [ 5 ]       |
| 2015 | The Blue Hour                    | Tam         | Protagonista | [ 6 ]       |
| 2015 | Love Love You                    | Gump        | Protagonista | [ 7 ]       |
| 2017 | PlayBoy (and the Gang of Cherry) | James       | Protagonista | [ 8 ]       |
| 2024 | The Snake Queen                  |             | Protagonista | [ 9 ]       |

### Televisione
| Anno | Titolo                                        | Personaggio          | Ruolo        | Ref.   |
| ---- | --------------------------------------------- | -------------------- | ------------ | ------ |
| 2003 | Benja Keta Kwarm Ruk                          | Pupa                 | Secondario   |        |
| 2004 | Fai Nai Wayu                                  | Graigoon/ Noi        | Guest        |        |
| 2004 | Pha Mai                                       |                      | Guest        |        |
| 2004 | Poot Pitsawat                                 | Ghost Boy            | Secondario   |        |
| 2004 | Gomin                                         | Gomin                | Protagonista |        |
| 2005 | Kerd Tae Tom                                  |                      | Secondario   |        |
| 2005 | คนนี้แหละพ่อเรา This Person is our Father        | One/Two              | Protagonista |        |
| 2005 | Chaloey Barb                                  |                      | Guest        |        |
| 2006 | Koh Kaya Sith                                 | Phumin               | Secondario   |        |
| 2006 | Thee Trakoon Song                             | Fuu                  | Guest        |        |
| 2006 | Sood Ruk Sood Duang Jai                       | Likit                | Guest        |        |
| 2007 | Gong Jak Lai Dok Bua                          | Pariwat/Wat          | Guest        |        |
| 2007 | Hoop Kao Kin Kone                             | Woraman              | Guest        |        |
| 2008 | Botan Gleep Sudtai                            | Danai                | Guest        |        |
| 2009 | Khun Mae Jum Lang                             | Porto's classmate    | Secondario   |        |
| 2009 | Mae Ka Khanom Wan                             | Wacharawat           | Guest        |        |
| 2009 | Jao Por Jum Pen Kub Jao Nu Ninja              | Ninja                | Protagonista |        |
| 2012 | Fruits From Different Trees                   | X                    | Guest        |        |
| 2013 | Baan Bor Kor Tag                              | Tin                  | Protagonista |        |
| 2014 | ThirTEEN Terrors                              | Tam                  | Protagonista |        |
| 2015 | Riddles ปริศนาอาฆาต Pritsana Akhat             | Pachara              | Guest        |        |
| 2015 | Nong Mai Rai Borisut                          | Ghost                | Guest        |        |
| 2016 | Little Big Dream                              |                      | Guest        |        |
| 2016 | Senior Secret Love: Puppy Honey               | Rome                 | Protagonista |        |
| 2017 | Senior Secret Love: Puppy Honey 2             | Rome                 | Protagonista |        |
| 2017 | Secret Seven                                  | Liftoil              | Protagonista |        |
| 2017 | Teenage Mom: The Series                       | Dentist              | Guest        |        |
| 2017 | OffGun Fun Night*                             | Se stesso            | Conduttore   |        |
| 2017 | SOTUS S: The Series                           | Drunk boy            | Guest        |        |
| 2018 | The Gifted                                    | Punn Taweesilp       | Protagonista | [ 10 ] |
| 2018 | OffGun Fun Night Season 2                     | Se stesso            | Conduttore   |        |
| 2018 | School Rangers*                               | Se stesso            | Conduttore   |        |
| 2018 | Tài yǒumíng - Thai Famous                     | Se stesso            | Concorrente  |        |
| 2018 | Our Skyy                                      | Rome                 | Protagonista | [ 11 ] |
| 2019 | Theory of Love                                | Third                | Protagonista | [ 12 ] |
| 2020 | Club Sapan Fine                               | Ko                   | Protagonista | [ 13 ] |
| 2020 | The Gifted: Graduation                        | Punn Taweesilp       | Protagonista |        |
| 2020 | I'm Tee, Me Too                               | T-Rex                | Protagonista | [ 14 ] |
| 2020 | The Shipper                                   |                      | Guest        |        |
| 2020 | Theory of Love: Special Episode "Stand By Me" | Third                | Protagonista |        |
| 2021 | OffGun Mommy Taste*                           | Se stesso            | Conduttore   |        |
| 2021 | Safe House Season 1                           | Se stesso            | Concorrente  |        |
| 2021 | Not Me                                        | White/Black          | Protagonista |        |
| 2022 | Safe House Season 3                           | Se stesso            | Concorrente  |        |
| 2022 | The War of Flowers                            | Non                  | Protagonista |        |
| 2022 | Club Sapan Fine 2                             | Ko                   | Protagonista |        |
| 2022 | The Three GentleBros                          | Ashira               | Protagonista |        |
| 2023 | Midnight Museum                               | Dome, Chan e The One | Protagonista |        |
| 2023 | Home School                                   | Run                  | Protagonista |        |
| 2023 | Cooking Crush                                 | Prem                 | Protagonista |        |
| 2024 | The Trainee                                   | Ryan                 | Protagonista |        |

"*"= programma ancora in corso o con episodi speciali ricorrenti

## Fanmeeting e FanFest
| Anno | Evento                               | Artisti | Luogo              |
| ---- | ------------------------------------ | --- | ------------------ |
| 2019 | Funtastic Babii (1st OffGun Fanmeet) | Off Jumpol & Gun Atthaphan                                                                                          | Impact Arena       |
| 2019 | Y I LOVE YOU FAN PARTY               | Many Artists | Thunder Dome       |
| 2020 | Fantopia                             | Many Artists | Impact Arena       |
| 2022 | Love Out Loud Fan Fest               | Off Jumpol, Gun Atthaphan, Krist Perawat, Singto Prachaya, Tay Tawan, New Thitipoom, Bright Vachirawit, Win Metawin | Impact Arena       |
| 2023 | Beluca Fourtiverse Concert           | Off Jumpol, Gun Atthaphan, Tay Tawan, New Thitipoom                                                                 | Royal Paragon Hall |
| 2023 | The Krist Element Concert (Guest)    | Krist Perawat, Off Jumpol, Gun Atthaphan, Tay Tawan, New Thitipoom, Singto Prachaya                                 | Union Mall         |
| 2024 | BABII 24/7 CONCERT                   | Off Jumpol & Gun Atthaphan                                                                                          |                    |

## Discografia

### Singoli
| Anno | Titolo                                                | Interpreti |
| ---- | ----------------------------------------------------- | --- |
| 2019 | The Loudest Silence (Cover)                           | Off Jumpol & Gun Atthaphan |
| 2020 | ไม่รักไม่ลง (Too Cute To Handle)                         | Off Jumpol & Gun Atthaphan |
| 2022 | เข้าข้างตัวเอง (MY SIDE) (Not Me OST)                    | Off Jumpol & Gun Atthaphan |
| 2022 | Save All Memories In This House (Safe House Season 3) | Off Jumpol, Gun Atthaphan, Earth Pirapat, Mix Sahaphap, Neo Trai, Louis Thanawin, Sea Tawinan, Jimmy Jitaraphol, Joong Archen, Dunk Natachai  |
| 2022 | Law Of Attraction (Love Out Loud FanFest)             | Off Jumpol, Gun Atthaphan, Krist Perawat, Singto Prachaya, Tay Tawan, New Thitipoom, Bright Vachirawit, Win Metawin                           |
| 2023 | What's Zabb (Cooking Crush OST)                       | Off Jumpol & Gun Atthaphan |
| 2023 | กอด กอด (Hugs)                                        | Off Jumpol, Gun Atthaphan, Tay Tawan, New Thitipoom, Pond Naravit, Phuwin, Perth Tanapon, Chimon Wachirawit, Gemini Norawit, Fourth Nattawat. |

## Premi e Nomination
| Anno | Premio                                               | Categoria                                  | Destinatario                    | Resultato |
| ---- | ---------------------------------------------------- | ------------------------------------------ | ------------------------------- | --------- |
| 2010 | 7th Khom Chat Luek Award                             | Best Supporting Actor                      | Slice                           | Nominato  |
| 2010 | 7th Starpics Award                                   | Best Supporting Actor                      | Slice                           | Nominato  |
| 2010 | 18th Thai Movie & Entertainment Criticism Club Award | Best Supporting Actor                      | Slice                           | Nominato  |
| 2010 | 7th Chalerm Thai Award                               | Best Supporting Actor                      | Slice                           | Vinto     |
| 2010 | Movie Max Award                                      | Rising Star of the Year                    | Slice                           | Nominato  |
| 2010 | 7th HAMBURGER Award                                  | Best Supporting Actor                      | Slice                           | Nominato  |
| 2010 | 19th Thailand National Film Association Award        | Best Supporting Actor                      | Slice                           | Nominato  |
| 2011 | Bioscope Award                                       | Performance of the Year                    | Slice                           | Vinto     |
| 2015 | 13th Starpics Award                                  | Best Lead Actor                            | The Blue Hour                   | Nominato  |
| 2015 | 6th Thai Film Director Association                   | Best Lead Actor                            | The Blue Hour                   | Nominato  |
| 2015 | 25th Thailand National Film Association Award        | Best Lead Actor                            | The Blue Hour                   | Nominato  |
| 2015 | 24th Thai Movie & Entertainment Criticism Club Award | Best Lead Actor                            | The Blue Hour                   | Nominato  |
| 2015 | 21st Chéries-Chéris Film Award (Francia)             | Best Actor in Feature Film                 | The Blue Hour'                  | Vinto     |
| 2015 | 29th MIX Copenaghen Award (Danimarca)                | Best Lead Actor                            | The Blue Hour'                  | Vinto     |
| 2015 | 37th Mardi Gras Film Festival (Australia)            | Best Actor                                 | The Blue Hour                   | Nominato  |
| 2015 | 25th Fusion International Film Festival (Norvegia)   | Best Actor                                 | The Blue Hour                   | Nominato  |
| 2017 | Great Super Star Award                               | The Couple of the Year                     | Senior Secret Love: Puppy Honey | Nominato  |
| 2018 | KAZZ Award                                           | Young Male of the Year                     | Senior Secret Love: Puppy Honey | Nominato  |
| 2018 | 7th Daily Dara Award                                 | Male Rising Star                           | Senior Secret Love: Puppy Honey | Vinto     |
| 2018 | Maya Award                                           | Best Couple                                | Senior Secret Love: Puppy Honey | Nominato  |
| 2018 | Award "Rud Bundit"                                   | Outstanding Acting in Drama Series         | The Gifted                      | Vinto     |
| 2018 | Great Super Star Award                               | Best Couple                                |                                 | Nominato  |
| 2018 | Artist Federation of Thailand                        | Youth and Person of the Year               |                                 | Vinto     |
| 2019 | 2nd LINE TV Awards                                   | Best Couple                                | Our Skyy                        | Vinto     |
| 2019 | 2nd LINE TV Awards                                   | Best Fight Scene                           | The Gifted                      | Vinto     |
| 2019 | KAZZ Award                                           | Popular Young Male                         |                                 | Nominato  |
| 2019 | KAZZ Award                                           | Popular Vote                               |                                 | Nominato  |
| 2019 | KAZZ Award                                           | Favorite Male Kazz Magazine                |                                 | Vinto     |
| 2019 | 8th Dara Daily Award                                 | Popular Vote                               |                                 | Nominato  |
| 2019 | 7th HOWE Award                                       | Best Couple                                |                                 | Vinto     |
| 2019 | Maya Award                                           | Best Couple                                |                                 | Vinto     |
| 2019 | 24th Asian Television Award                          | Best Actor in a Supporting Role            | The Gifted                      | Vinto     |
| 2019 | Thailand Headlines Person of The Year Award          | Best Couple (con Off Jumpol)               |                                 | Vinto     |
| 2020 | Great Super Star Award                               | Best Couple                                |                                 | Vinto     |
| 2020 | 3rd LINE TV Awards                                   | Best Couple (con Off Jumpol)               | Theory of Love                  | Vinto     |
| 2021 | KAZZ Award                                           | Best Actor of the year                     |                                 | Nominato  |
| 2021 | 1st Siam Series Award                                | Best Actor                                 |                                 | Nominato  |
| 2022 | Maya Entertain Awards 2022                           | Best Couple                                | Theory of Love                  | Nominato  |
| 2022 | 10th Thailand Zocial Awards                          | Best Entertainment on Social Media - Actor |                                 | Nominato  |
| 2022 | KAZZ Award                                           | Best Scene                                 | Not me                          | Nominato  |
| 2023 | Seoul Drama Awards 2023                              | Outstanding Asian Star (Thailand)          |                                 | Vinto     |